# Osincewo (Kraj Permski)
Osincewo (ros. Осинцево) – wieś (sieło) w Rosji, w Kraju Permskim, w rejonie kiszerckim. W 2010 liczyła 684 mieszkańców.